# Michel Moutel
Michel Moutel, né le 15 février 1938 à Varades et mort le 11 mai 1998, est un prélat français, évêque de Nevers de 1988 à 1997, puis archevêque de Tours de 1997 à 1998.

## Biographie
Michel Moutel est le fils de Louis Maurice Moutel, notaire, et de Marie Émilie Beasse.
Ordonné prêtre pour la Compagnie des prêtres de Saint-Sulpice et incardiné dans le diocèse de Nantes le 22 décembre 1962, il est nommé évêque de Nevers le 19 juillet 1988 et reçoit la consécration épiscopale le 16 octobre 1988, des mains d'Émile Marcus, alors évêque de Nantes. 
Le 22 juillet 1997 il est transféré sur le siège métropolitain de Tours où il succède à Jean Honoré. Installé en sa cathédrale le 1er septembre 1997, il meurt brutalement le 11 mai suivant.
Il est l'oncle de Denis Moutel, nommé évêque de Saint-Brieuc en 2010.

## Sources
- Ressource relative à la religion :   - Catholic Hierarchy
- Notices d'autorité :   - VIAF
  - ISNI
  - BnF (données)